# Гравітаційне червоне зміщення

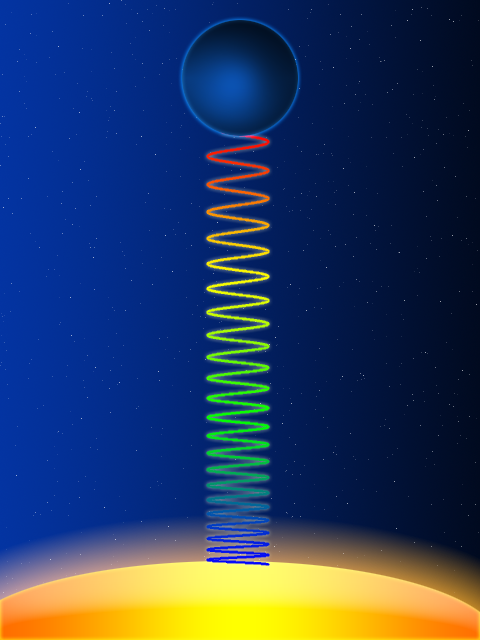
Наочна демонстрація гравітаційного червоного зміщення.

Гравітаційне червоне зміщення (англ. Gravitational redshift) — явище зсуву частоти випромінюваного світла у червоний бік спектру в міру його віддалення від масивних тіл. Гравітаційне червоне зміщення описується в межах загальної теорії відносності та є одним із головних ефектів цієї теорії.

## Феноменологічний опис гравітаційного червоного зміщення
Гравітаційне червоне зміщення можна інтерпретувати так: частота світла, що випромінюється двома тотожними атомами у полі дії гравітаційного потенціалу, залежить від величини гравітаційного потенціалу у точках перебування атомів. Частота випромінюваного світла менша у того атома, який перебуває «глибше» в гравітаційному потенціалі. Таким чином, гравітаційне червоне зміщення інтерпретується як універсальна властивість стандартних годинників — атомів та атомних ядер.
У загальному випадку з довільними гравітаційним полем та швидкістю атомів, які поглинають та випромінюють світло, власний часовий інтервал, що вимірюється стандартним годинником у точці випромінювання, відрізняється від власного часового інтервалу, що вимірюється тотожним стандартним годинником у точці поглинання. Відношення часових інтервалів відповідає інваріантному описанню гравітаційного червоного зміщення.
У випадку зі статичним гравітаційним полем можна вибрати універсальний час, від якого не залежить метрика. Власний часовий інтервал тоді виражається через універсальний час за допомогою множника, що залежить від гравітаційного потенціалу. При цьому різниця енергій двох атомних рівнів зростає у міру збільшення відстані між атомом і масивним тілом, а енергія фотону залишається незмінною. Таким чином, фотон «червоніє» лише відносно годинника.
Таким чином, гравітаційне червоне зміщення пов'язане з гравітаційним сповільненням часу.

## Опис гравітаційного червоного зміщення через метрику
В основі загальної теорії відносності лежить гравітаційний тензор, який при зміні координат перетворюється таким чином, що відстань між подіями, інтервал між двома подіями із координатами {\displaystyle \ x^{i}} та {\displaystyle \ x^{i}+dx^{i}}, не змінюється:
{\displaystyle \ dS^{2}=g_{ik}dx^{i}dx^{k}=inv}.
Якщо {\displaystyle \ dx^{1}=dx^{2}=dx^{3}=0}, то відношення між інтервалами власного ({\displaystyle \ dT={\frac {ds}{c}}}) та світового ({\displaystyle \ dt={\frac {dx^{0}}{c}}}) часу задається задається наступним чином:
{\displaystyle dT={\sqrt {g_{00}}}dt\qquad (1)},
де {\displaystyle \ g_{00}} — функція x.
У випадку із статичним гравітаційним полем інтегрування виразу (1) дає наступне співвідношення:
{\displaystyle T={\sqrt {g_{00}}}t\qquad (2)}.
Слабке гравітаційне поле можна описати наступним чином:
{\displaystyle \ g_{00}=1+{\frac {2f}{c^{2}}}\qquad (3)}.
Відповідно до виразів (1), (3), власні частоти тотожного годиннику менші у тій системі відліку 1, яка перебуває глибше в гравітаційному потенціалі. Аналогічно до (1), співвідношення енергії покою {\displaystyle \ E_{01}} тіла у СВ 1 та енергії покою {\displaystyle \ E_{02}} того ж тіла у супутній локально-інерціальній 2 задається наступним чином:
{\displaystyle \ E_{01}dt=E_{02}dT},
{\displaystyle \ E_{01}=E_{02}{\sqrt {g_{00}}}\qquad (4)}.
Вирази для енергії {\displaystyle E_{01}} та {\displaystyle E_{02}} задаються наступним чином:
{\displaystyle \ E_{01}=mc^{2}},
{\displaystyle \ E_{02}=mc^{2}+mf\qquad (5)} .
Згідно з (4), (5), різниця енергій атомних або ядерних рівнів {\displaystyle \varepsilon _{1}} у СВ 1 залежить від положення атома. Для поглинаючого атома, що розміщений на висоті {\displaystyle h} відносно тотожного атома, випромінюючого фотон, відносна різниця енергій рівнів дорівнює:
{\displaystyle {\frac {\Delta \varepsilon }{\varepsilon _{1}}}={\frac {gh}{c^{2}}}}.
Таким чином, спектр енергетичних рівнів атома-поглинача зміщується в ультрафіолетову область, що відповідає збільшенню власних частот даного атома.
Можна розглянути гравітаційне червоне зміщення через введення послідовних локально-інерціальних систем, що відповідають тотожним атомам у момент поглинання ними фотона. У таких системах власні частоти атомів (а отже, темп ходу стандартних годинників та енергія покою) залишаються незмінними. Тоді зв'язок енергії фотона у СВ 1 та супутній локально-інерціальній СВ 2 можна подати у наступному вигляді:
{\displaystyle \ E_{01}^{y}=E_{02}^{y}{\sqrt {g_{00}}}\qquad (6)}.
З (6) слідує:
{\displaystyle {\frac {\Delta \nu }{\nu }}=-{\frac {gh}{c^{2}}}\Longleftrightarrow \nu _{1}=\nu _{0}(1-{\frac {gh}{c^{2}}})}.
Енергія фотона у цьому випадку змінюється через те, що доводиться переходити від однієї супутньої локально-інерціальної системи відліку до іншої.

## Неправильна інтерпретація гравітаційного червоного зміщення
Можна зустріти інтерпретацію гравітаційного червоного зміщення, засновану на тому, що фотон має гравітаційну масу, а отже, і потенційну енергію в гравітаційному полі. Таким чином, червоне зміщення інтерпретується як зменшення енергії фотона у міру віддалення від масивного тіла, як результат гравітаційної взаємодії фотона та масивного тіла. Це можна спростувати наступним чином.
1. Введення гравітаційної маси обумовлює залежність її величини від орієнтації векторів {\displaystyle r} та {\displaystyle v}. Якщо розглянути гравітаційну взаємодію в гравітаційному потенціалі масивного тіла при введенні гравітаційної маси фотона, то сила, що діє на фотон з боку гравітаційного поля, дорівнює:
{\displaystyle F=-GM{\frac {E}{c^{2}}}[(1+{\frac {v^{2}}{c^{2}}})r-(r{\frac {v}{c}}){\frac {v}{c}}]{\frac {1}{r^{3}}}}.
Якщо {\displaystyle \ r||v}, то гравітаційна маса фотона ({\displaystyle {\frac {v}{c}}=1}) рівна:
{\displaystyle m={\frac {E}{c^{2}}}},
а якщо {\displaystyle r\perp v}, то
{\displaystyle m=2{\frac {E}{c^{2}}}}.
Таким чином, гравітаційна маса фотона, який рухається вертикально, виявляється вдвічі меншою, ніж гравітаційна маса фотона, який летить горизонтально, що призводить до суперечності.
2. Енергія фотона залишається незмінною під час руху в статичному гравітаційному полі. Це можна довести, застосувавши хвильове рівняння електромагнітного поля за наявності статичного гравітаційного потенціалу або застосуванням рівняння руху об'єкту в статичній метриці.

## Застосування
Гравітаційне червоне зміщення активно застосовується в астрофізиці. Релятивістська поправка на гравітаційне червоне зміщення вводиться в бортові годинники супутників глобальних систем позиціювання GPS і ГЛОНАСС.